# Robert Koehler (Maler)

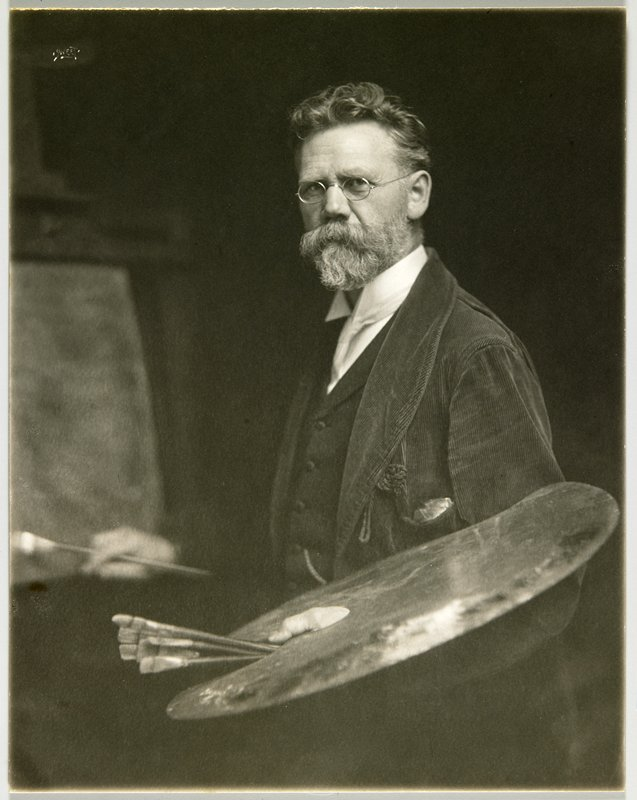
Robert Koehler (um 1907)

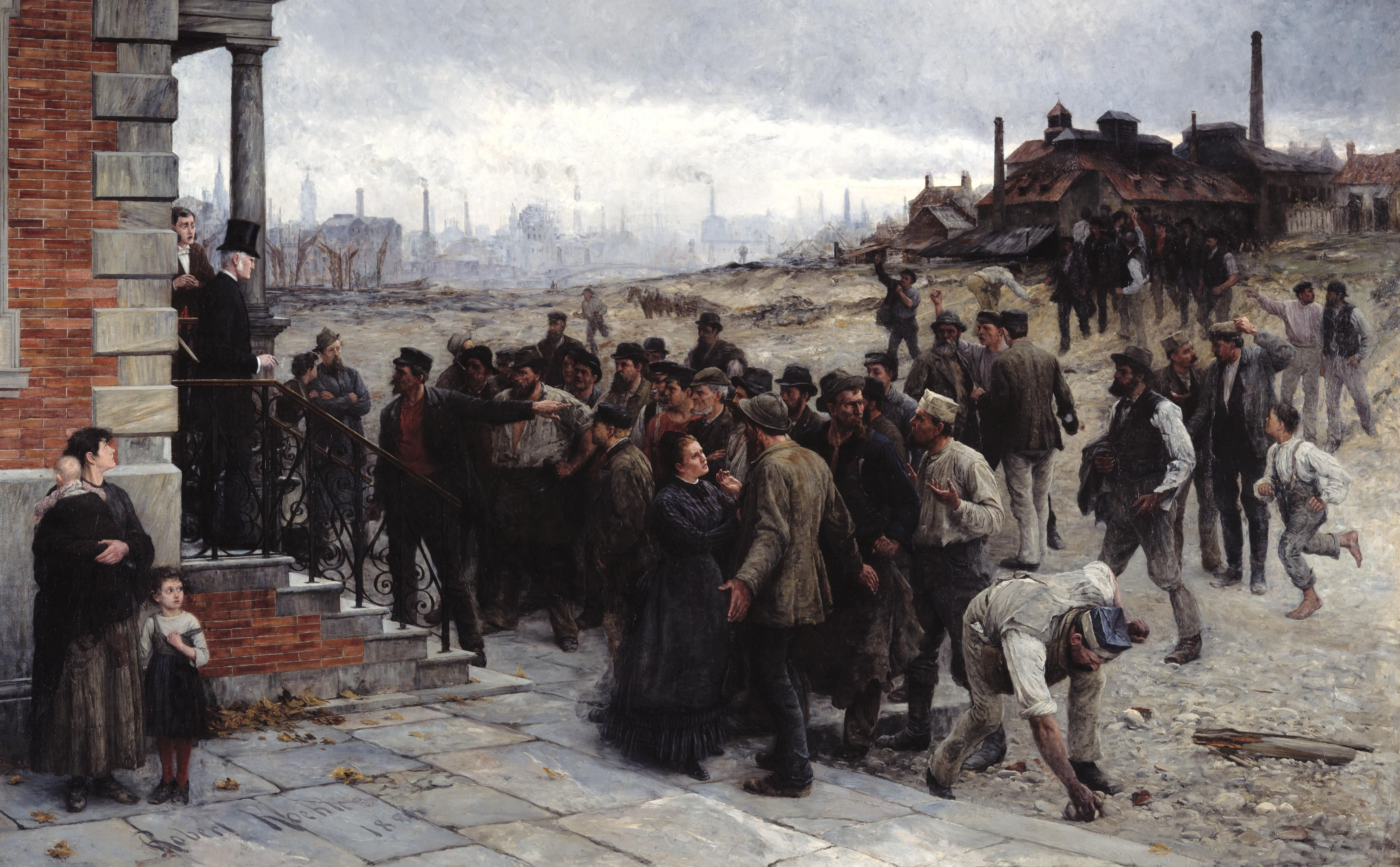
Der Streik, 1886

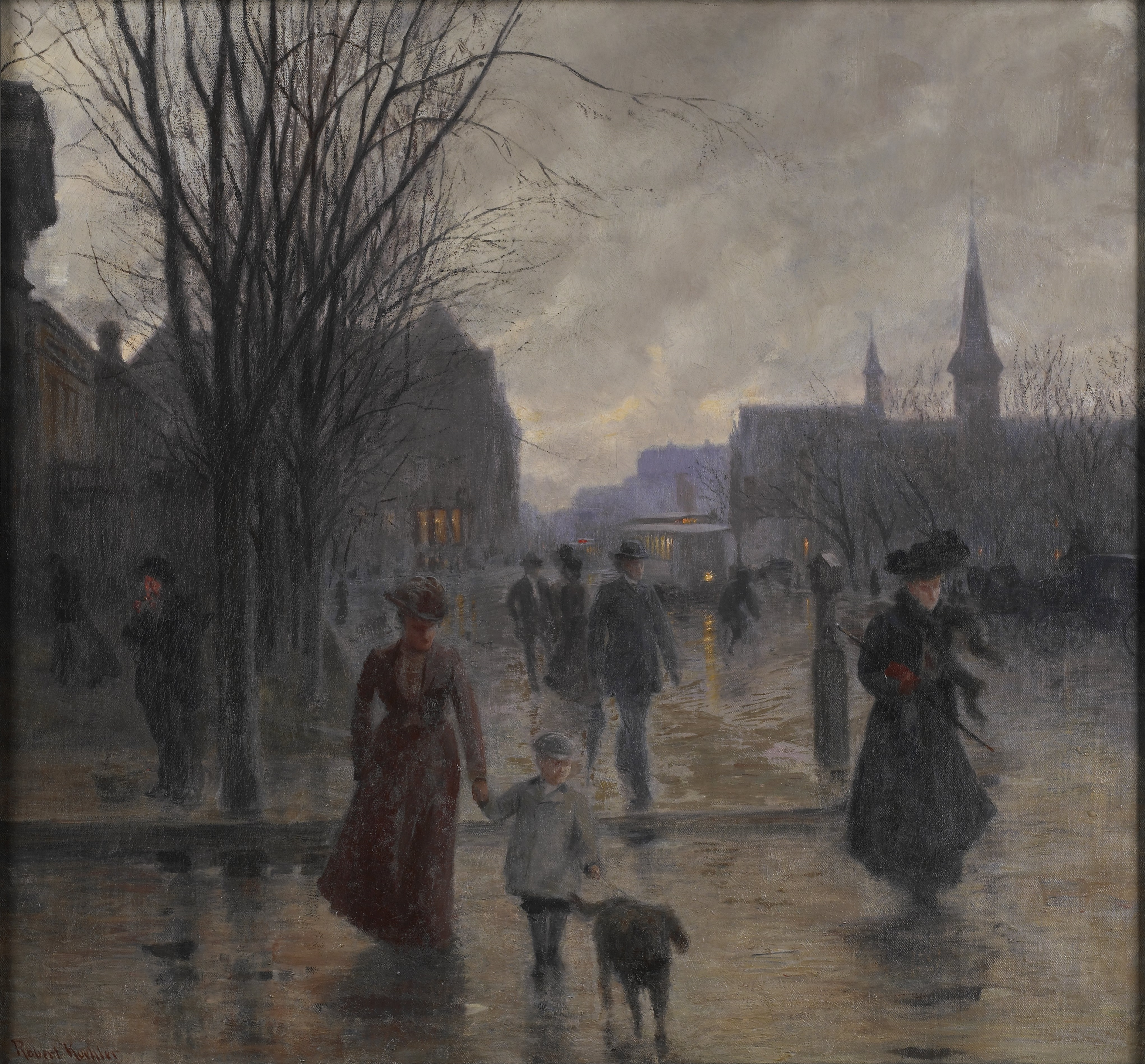
Rainy Evening on Hennepin Avenue, 1902

Robert Koehler, geboren als Robert Köhler (* 28. November 1850 in Hamburg; † 23. April 1917 in Minneapolis) war ein deutschamerikanischer Maler.

## Leben
Koehler emigrierte während seiner Kindheit mit seinen Eltern nach Milwaukee in die Vereinigten Staaten. Nach seiner Schulausbildung auf der German-English Academy  von Peter Engelmann in Milwaukee, der heutigen University School of Milwaukee, ließ er sich zum Lithographen ausbilden und arbeitete anschließend in Pittsburgh und New York City. 1873 zog er nach München, um an der Königlichen Akademie der Bildenden Künste zu studieren. Da seine finanziellen Mittel 1875 erschöpft waren, kehrte er vorübergehend in die USA zurück. Vier Jahre später zog es ihn erneut nach München, wo er Schüler in den Malklassen von Ludwig von Löfftz und Franz Defregger war. 1888 begann er für eine private Münchner Kunstschule zu arbeiten. 1892 kehrte Koehler nach New York zurück und arbeitete dort als Porträtkünstler. Ein Jahr später übernahm er von Douglas Volk das Amt des Direktors der Minneapolis School of Fine Arts. Dort arbeitete er als Maler, Kunstlehrer und arrangierte Ausstellungen, bis er im Alter von 66 Jahren an den Folgen eines Herzinfarktes starb.
Sein bekanntestes Gemälde Der Streik (1886) ist zu sehen im Deutschen Historischen Museum in Berlin. Der Streik zeigt vor dem Hintergrund rauchender Fabrikschlote eine Gruppe von streikenden Arbeitern, die dem Fabrikanten „selbstbewusst ihre Forderungen vortragen“. Das Bild deutet eine Situation an, die kurz vor einer gewaltsamen Auseinandersetzung stehen könnte. Koehler stellte das in München gemalte Bild erstmals auf der Frühjahrsausstellung 1886 der National Academy of Design in New York aus. Dort wurde es von den Kritikern als bestes Ausstellungsstück bezeichnet: Es hatte einen aktuellen Bezug zur politischen Lage, da im Frühjahr 1886 in den USA die Streikwellen begannen, die Anfang Mai im Haymarket-Massaker in Chicago ihren gewaltsamen Höhepunkt fanden. Der Streik entwickelte sich zur Ikone der Arbeiterbewegung.
Sein Bild Der Sozialist aus dem Jahr 1885 gilt als das erste Bildnis eines sozialistischen Politikers. Die Bilder Head of an Old Woman aus dem Jahr 1881, Rainy Evening on Hennepin Avenue (1902) und Portrait of Alvina Roosen (1906) wurden im Minneapolis Institute of Arts ausgestellt.